# Kermesia albidipennis
Kermesia albidipennis är en insektsart som beskrevs av Frederick Arthur Godfrey Muir 1927. Kermesia albidipennis ingår i släktet Kermesia och familjen Meenoplidae. Inga underarter finns listade i Catalogue of Life.